# L'estrella roja
L'estrella roja és una novel·la de ciència-ficció d'Aleksandr Bogdànov publicada en 1908 i que ha estat traduïda al català per Sembra Llibres. Descriu un viatge a una societat de Mart per part d'un científic per estudiar el socialisme que allà ha aconseguit avançar i la utopia que es podria trasplantar a la Terra. L'èxit propicià una seqüela en 1913.

## Argument
Lenni és seleccionat per una expedició marciana d'incògnit per visitar Mart i aprendre sobre la seva societat. Allà es meravella dels avenços tècnics i socials i comença una relació amorosa amb Netti, apart d'establir una sòlida amistat amb altres nadius. Entusiasmat amb la idea d'importar tot el socialisme a la seva terra natal, encara en fase prerevolucionària, s'esforça per comprendre els fonaments de la vida al planeta vermell. Tanmateix aquesta tasca s'estronca quan assisteix a una conferència i descobreix que, a causa de la sobrepoblació, els marcians han decidit colonitzar un nou planeta. Un dels seus científics, Sterni, planteja que la Terra seria ideal per proximitat però que caldria exterminar tota l'espècie humana per encabir-hi més marcians. Malgrat que el pla s'ajorna sense data, en Lenni assassina Sterni i és portat de nou a la Terra. Allà ingressa en una clínica de salut mental on el metge creu que tot el viatge és un deliri i sembra el dubte al cap del Lenni fins que una carta de la Netti preguntant pel seu estat li demostra la veracitat del que ha viscut. Finalment surt de la clínica per unir-se amb ella i desapareixen.